# 光叶艾纳香
光叶艾纳香（学名：Blumea eberhardtii）是菊科艾纳香属的植物。分布在越南以及中国大陆的云南等地，生长于海拔1,600米的地区，常生于草坡、灌丛中及路旁，目前尚未由人工引种栽培。